# Muana Puó
Muana Puó. é um romance do escritor angolano Pepetela escrito em 1969 e publicado em 1978. Este romance conta o combate pela liberdade travado pelos morcegos num mundo em que são dominadas pelos corvos, e também a história de amor entre dois morcegos, no meio desta guerra.
Essas histórias fazem-se por intermédio da simbologia duma máscara da etnia angolana Tchokwé., que o autor frequentou durante a sua presença na região do Moxico (região da Frente Leste , onde o partido do MPLA tem poder, sendo Pepetela um dos seu militantes). O autor diz que se apaixonou por uma fotografia desta máscara e que se fechou no seu escritório para escrever o livro.

## Resumo
Num país imaginário, o mundo é divido em duas categorias: os corvos, mais poderosos na sociedade, e os morcegos que devem produzir mel para alimentá-los. Como sinal da sua submissão, os morcegos têm que se alimentar dos excrementos dos corvos. Em determinada altura, os morcegos, fartos da sua condição, vão-se rebelar e travar uma guerra feroz tentando abolir este sistema e recuperar a montanha, lugar santo protegido pelos corvos. Depois dessa vitória, uma nova sociedade desta vez formada por homens, é criada. Nesta sociedade todos são iguais e vivem em harmonia.
Enquanto isso, começa uma história de amor entre dois morcegos que será complicada, com mutos altos e baixos e incompreensões que levarão ao seu fracasso; por exemplo: eles vão esperar bastante tempo antes de se atreverem a falar um para o outro, procurarão o seu lugar na sociedade totalmente mudada na qual vivem, questionando-se muito sobre o mundo. Essa história de amor seria a metáfora da sociedade angolana que não conseguiu unificar-se.

## Temáticas
Seguindo essa simbologia da máscara., onde os dois olhos são distintos e separados pelo nariz, podemos encontrar várias interpretações às diferentes situações e referências do livro. Por exemplo, embora seja secundária e um instrumento para fluidificar a narrativa e torná-la menos dura, pode-se relacionar a história de amor entre os dois morcegos à máscara: os dois amantes seriam os dois olhos, separados pelo nariz , ou seja pelas dificuldades como as diferenças entre eles, os seus defeitos respetivos por exemplo. Assim a batalha para que essa história de amor seja bem-sucedida e que os dois “olhos” se unam seria a luta para superar os problemas que o “nariz” representa.
Podemos também aplicar essa simbologia da máscara à ficção do romance: os dois olhos da máscara representariam as duas tribos do livro, corvos e morcegos, e seriam separados pelo nariz, que representaria a montanha que os corvos guardam cruelmente.
Enfim, essa simbologia da máscara pode também aplicar-se à sociedade angolana, ao seu passado colonial (a guerra colonial tendo durado de 1961 até 1974) e à atualidade da altura durante a Guerra civil (que se seguirá a guerra colonial e só acabou em 2002). A metáfora dos olhos separados pelo nariz pode também simbolizar:
- as diferentes etnias de Angola , sendo que a diversidade demográfica em Angola é forte pois 10 etnias vivem no território. Elas seriam separadas pela diferença cultural, os preconceitos ou as línguas (em Angola existem 6 idiomas reconhecidos além do português e dos numerosos dialetos).
- a oposição entre os colonizadores portugueses e os colonizados angolanos (se consideramos os séculos de dominação colonial portuguesa em Angola) , separados pelo “equilíbrio de poder” entre opressores e oprimidos.
- a luta entre os diferentes partidos políticos após a independência em 1975, nomeadamente o MPLA e a UNITA, isso no contexto da guerra civil que durou até 2002.

Notamos também que a simbologia da máscara e o fato de haver poucos elementos distintivos que poderiam identificar Angola, a obra de Pepetela torna-se atemporal e universal.

## Engajamento político e militantismo de Pepetela
A última simbologia da luta entre o MPLA e a UNITA torna-se mais provável considerando as posições políticas de Pepetela. De facto, tendo estudado em Lisboa, Pepetela familiarizou-se com as ideias comunistas e tornou-se rapidamente um militante ativo do MPLA, o que aliás, o levará a fugir de Portugal (ainda governado por Salazar) e exilar-se em Paris e depois Argel , onde escreveu Muana Puó. Pepetela também trabalhou no governo de Agostinho Neto e depois de José Eduardo dos Santos, sendo vice-ministro da Educação. As suas ideias comunistas até podem notar-se nas suas obras, particularmente em Muana Puó, que podemos considerar uma alegoria da luta e da vitória popular. Várias passagens do livro como “ Que maravilhoso será o mundo quando os que constroem comandarem!” ou “Os humanos trabalhavam e repartiam igualmente quanto existia.” demonstram o engajamento político de Pepetela.